# Прегартен
Прегартен (нем. Pregarten) — город  в Австрии, в федеральной земле Верхняя Австрия.
Входит в состав округа Фрайштадт. Население составляет 4917 человек (на 1 апреля 2009 года). Занимает площадь 28 км². Официальный код — 40 614.

## Политическая ситуация
Бургомистр коммуны — Антон Шойвиммер (АНП) по результатам выборов 2003 года.
Совет представителей коммуны (нем. Gemeinderat) состоит из 31 места.
- АНП занимает 18 мест.
- СДПА занимает 11 мест.
- Зелёные занимают 2 места.